# Muzala Samukonga
Muzala Samukonga (ur. 9 grudnia 2002) – zambijski lekkoatleta specjalizujący się w biegach sprinterskich.
Zdobył złoty medal w biegu na 400 metrów i srebrny medal w sztafecie 4 × 400 metrów na mistrzostwach Afryki w 2022 w Saint-Pierre. Zwyciężył w biegu na 400 metrów na igrzyskach Wspólnoty Narodów w Birmingham. W 2024 zdobył cztery medale imprez mistrzowskich podczas igrzysk afrykańskich, mistrzostw Afryki i igrzysk olimpijskich.

## Osiągnięcia
| Rok  | Impreza                     | Miejsce      | Konkurencja        | Lokata     | Wynik   |
| ---- | --------------------------- | ------------ | ------------------ | ---------- | ------- |
| 2021 | Mistrzostwa świata juniorów | Nairobi      | bieg na 400 m      | 5. miejsce | 45,89   |
| 2022 | Mistrzostwa Afryki          | Saint-Pierre | bieg na 400 m      | 1. miejsce | 45,31   |
| 2022 | Mistrzostwa Afryki          | Saint-Pierre | sztafeta 4 × 400 m | 2. miejsce | 3:05,53 |
| 2022 | Mistrzostwa świata          | Eugene       | bieg na 400 m      | półfinał   | 45,02   |
| 2022 | Igrzyska Wspólnoty Narodów  | Birmingham   | bieg na 400 m      | 1. miejsce | 44,66   |
| 2022 | Igrzyska Wspólnoty Narodów  | Birmingham   | sztafeta 4 × 400 m | 5. miejsce | 3:04,76 |
| 2024 | Igrzyska afrykańskie        | Akra         | bieg na 400 m      | 2. miejsce | 45,37   |
| 2024 | Igrzyska afrykańskie        | Akra         | sztafeta 4 × 400 m | 1. miejsce | 2:59,12 |
| 2024 | World Athletics Relays      | Nassau       | sztafeta 4 × 400 m | repasaże   | 3:03,18 |
| 2024 | Mistrzostwa Afryki          | Duala        | sztafeta 4 × 400 m | 3. miejsce | 3:02,56 |
| 2024 | Igrzyska olimpijskie        | Paryż        | bieg na 400 m      | 3. miejsce | 43,74   |
| 2024 | Igrzyska olimpijskie        | Paryż        | sztafeta 4 × 400 m | eliminacje | 3:06,73 |

Źródło: 

## Rekordy życiowe
Rekordy życiowe Samukongi:
- bieg na 200 metrów – 20,23 s (2 maja 2025, Miramar)
- bieg na 400 metrów – 43,74 s (7 sierpnia 2024, Paryż) – rekord Zambii

Był członkiem zambijskiej sztafety 4 × 400 m, która 22 marca 2024 roku podczas igrzysk afrykańskich czasem 2:59,12 s ustanowiła nowy rekord Zambii w tej konkurencji.